# Xenogryllus eneopteroides
Xenogryllus eneopteroides är en insektsart som beskrevs av Bolívar, I. 1890. Xenogryllus eneopteroides ingår i släktet Xenogryllus och familjen syrsor. Inga underarter finns listade i Catalogue of Life.